# Villefranche-d'Allier
Villefranche-d'Allier é uma comuna francesa na região administrativa de Auvérnia-Ródano-Alpes, no departamento Allier. Estende-se por uma área de 40 km². Em 2010 a comuna tinha 1 344 habitantes (densidade: 33,6 hab./km²).